# Trilogia Nexus
La trilogia Nexus è una serie di romanzi thriller postcyberpunk scritti da Ramez Naam e pubblicata tra il 2012 e il 2015. La trilogia segue il protagonista Kaden Lane, uno scienziato che lavora su un nano-farmaco sperimentale, il Nexus, che consente al cervello di essere programmato e collegato in rete, collegando le menti umane insieme. Mentre svolge il suo lavoro, è coinvolto in intrighi governativi e di corporazioni. La storia si svolge nell'anno 2040.
Nexus ha vinto il premio come miglior romanzo al premio Prometheus del 2014 assegnati dalla Libertarian Futurist Society. È stato anche finalista per il premio Arthur C. Clarke del 2014. Nexus è stato pubblicato nel 2012. Il sequel, Crux, è stato pubblicato nel 2013. Il terzo volume della trilogia, Apex, è stato pubblicato nel 2014 e ha vinto il premio Philip K. Dick del 2015. I diritti cinematografici di Nexus sono stati acquistati dalla Paramount nel 2013.

## Trama

### Nexus
Il protagonista Kaden Lane sta testando Nexus 5, una nano-droga illegale e sperimentale per l'input e l'output diretti dei segnali cerebrali. Collaborano con lui gli amici Rangan Shankari, Ilya Alexander e Watson Cole (Wats). Il progetto attrae l'attenzione dell'agenzia governativa Emerging Risks Directorate (ERD) e Kaden è costretto a collaborare con l'agente Samantha Cataranes (Sam) per spiare Su-Yong Shu, una brillante neuro-scienziata cinese implicata nell'omicidio e nella coercizione del controllo del cervello. Kaden è via via sempre più invischiato in intrighi governativi e di corporazioni. Braccato e in pericolo di vita, Kade decide di distribuire alla comunità mondiale le istruzioni per costruire il Nexus 5.

### Crux
Sei mesi dopo la pubblicazione dei piani di costruzione del Nexus, che consente al cervello di essere programmato e collegato in rete collegando più menti umane insieme, il mondo affronta il terrorismo e il massiccio abuso della nuova tecnologia. Il Fronte di liberazione, una cellula terroristica creata segretamente e guidata dal governo americano, ha diffuso il terrore in nome del postumanesimo, per impedire alle persone di usare la nuova tecnologia. Kade ancora in fuga sta cercando di arginare l'uso improprio della nano droga per prevenire una guerra tra postumani e umani. 

### Apex
Negli Stati Uniti, in Cina e nel resto del mondo aumentano i disordini e le rivolte promossi da Nexus. Su-Yong Shu, l'ex neuroscienziata morta, la cui coscienza è imprigionata in un datacenter segreto, usa il corpo della figlia per conquistare tutti i sistemi elettronici e con loro il mondo intero, ricreandolo per adattarlo alla propria visione. 

## Tematiche
Il romanzo è fortemente basato sul libro di Ramez Naam del 2007 More Than Human: Embracing the promise of biological enhancement estendendone i concetti. Nel romanzo l'autore descrive tecnologie come la droga immaginaria Nexus.